# Simlin
Simlin (arab. سملين) – miejscowość w Syrii, w muhafazie Dara. W 2004 roku liczyła 2513 mieszkańców.